# Seleção Brasileira de Polo Aquático Masculino
A Seleção Brasileira de Polo Aquático Masculino representa o Brasil em competições internacionais de polo aquático.

## História
Seu melhor resultado em Campeonatos Mundiais foi o 10º lugar no ano de 2015 em Cazã, Rússia. Em Jogos Olímpicos, a melhor participação do Brasil foi o 6º lugar em 1920 em Antuérpia, Bélgica.
Em 2015, conquistou a medalha de bronze na Liga Mundial em Bergamo, Itália a melhor campanha até então. Conquistou treze medalhas nos Jogos Pan-Americanos: uma de ouro, sete de prata e cinco de bronze.
Após 32 anos de ausência (a participação mais recente foi em 1984), a seleção brasileira retorna aos Jogos Olímpicos em 2016 como país sede. Pela primeira vez no formato com grupos a equipe se classificou para a segunda fase, com direito à vitória sobre a eventual campeã Sérvia. O Brasil ficou em oitavo lugar após perder as quartas para a Croácia, e os dois jogos do torneio de qualificação.

## Títulos
- Jogos Pan-Americanos (1): 1963